# Aurélio Apião
Aurélio Apião (em latim: Aurelius Apio) foi um oficial romano do século IV, ativo durante os anos 320. Devido a seu sobrenome originalmente pensou-se que poderia ser um dos primeiros membros conhecidos da família Apião, uma teoria atualmente desconsiderada. Um homem perfeitíssimo (vir perfectissimus), foi mencionado num dos papiros de Oxirrinco como prefeito do Egito.
A data exata em que exerceu ofício é desconhecida, porém uma vez que todos os prefeitos augustais no período entre 328-339 são conhecidos, e que desde 339 os oficiais que ocuparam essa função eram homem claríssimo (vir clarissimus), os autores da Prosopografia do Império Romano Tardio sugerem uma data anterior a 328.